# Lüneburger SK
Lüneburger Sport-Klub von 1901 e.V. – niemiecki klub piłkarski z siedzibą w mieście Lüneburg, działający w latach 1901–2008.

## Historia
Klub został założony w 1901 roku jako Lüneburger Fußball-Club. W czerwcu 1903 zmienił nazwę na Lüneburger Fußball-Klub, a we wrześniu tego samego roku na Lüneburger Fußball-Klub von 1901. W 1912 roku przyjął nazwę Lüneburger Sport-Klub. Od 1947 roku występował Amateuroberlidze (grupa Hamburg), stanowiącej wówczas drugi poziom rozgrywek. W 1951 roku awansował do Oberligi (grupa Nord). W sezonie 1951/1952 zajął w niej jednak 18. miejsce i spadł z powrotem do Amateuroberligi. Grał w niej do 1957 roku. Potem występował w niższych ligach, a w 1980 roku awansował do Oberligi, będącej już trzecią ligą. Grał w niej przez dziewięć sezonów, do 1989 roku. W trzeciej lidze występował jeszcze w czasach Regionalligi, kiedy to w latach 1994–2001 spędził w niej sześć sezonów. W 2008 roku został rozwiązany, a w jego miejsce utworzono Lüneburger SK Hansa.

## Występy w lidze
| Liga                            | Poziom | Sezony razem | Sezony szczegółowo                                                                                |
| ------------------------------- | ------ | ------------ | ------------------------------------------------------------------------------------------------- |
| Oberliga (grupa Nord)           | I      | 1            | 1951/1952                                                                                         |
| Amateuroberliga (grupa Hamburg) | II     | 9            | 1947/1948, 1948/1949, 1949/1950, 1950/1951, 1952/1953, 1953/1954, 1954/1955, 1955/1956, 1956/1957 |
| Oberliga (grupa Nord)           | III    | 9            | 1980/1981, 1981/1982, 1982/1983, 1983/1984, 1984/1985, 1985/1986, 1986/1987, 1987/1988, 1988/1989 |
| Regionalliga (grupa Nord)       | III    | 6            | 1994/1995, 1995/1996, 1996/1997, 1998/1999, 1999/2000, 2000/2001                                  |